# Рокингам (окръг, Северна Каролина)
Окръг Рокингам (на английски: Rockingham County) е окръг в щата Северна Каролина, Съединени американски щати. Площта му е 1481 km², а населението – 91 393 души (2016). Административен център е град Уентуърт.